# إريك فالنتاين
اريك فالنتاين (بالإنجليزية: Eric Valentine) هو منتج أسطوانات وملحن أمريكي، ولد في القرن العشرين.

## وصلات خارجية
- إريك فالنتاين على موقع ميوزك برينز (الإنجليزية)
- إريك فالنتاين على موقع أول ميوزيك (الإنجليزية)
- إريك فالنتاين على موقع ديسكوغز (الإنجليزية)
- إريك فالنتاين على موقع ديسكوغز (الإنجليزية)